# Pronicha (obwód wołogodzki)
Pronicha (ros. Прониха) – wieś w Rosji, w rejonie charowskim obwodu wołogodzkiego.W 2002 r. liczyła 4 mieszkańców, a w 2010 r. zamieszkiwały ją 2 osoby.